# Villalba de los Alcores
Villalba de los Alcores es un municipio y localidad española de la provincia de Valladolid en la comunidad autónoma de Castilla y León. Situado al nordeste de la provincia de Valladolid, está inmerso en el borde superior de la comarca de los Montes Torozos, rodeado por encinas y quejigos, y por interminables campos de cultivo que cambian sus tonalidades según pasa el año. Su término municipal comprende parte de dicha comarca y parte de la comarca de la Tierra de Campos. En un primer momento se llamó “del Alcor”, pero a partir de 1916 pasó a llamarse “de los Alcores” para evitar confusiones con su homónimo en Huelva, Villalba del Alcor. Tiene una población de 392 habitantes (INE 2024).

## Historia

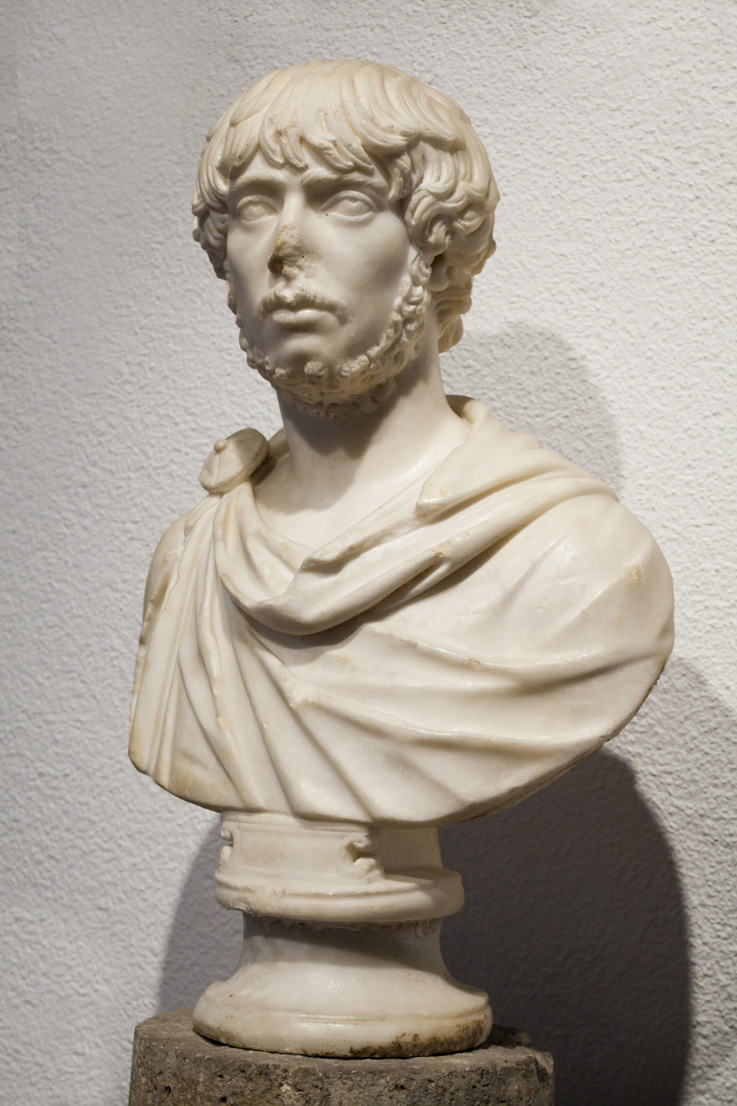
Retrato romano de un particular hallado en el término municipal de Villalba de los Alcores, ; Museo de Valladolid.

Fueron los vacceos, un próspero pueblo prerromano que practicó la cultura cerealista, los que habitaron estas tierras al final de los tiempos prehistóricos, como sugieren restos arqueológicos descubiertos en el entorno. Después de 500 años ocupando la zona central de la cuenca del Duero, con la invasión romana llegó la lenta romanización que hizo desaparecer cualquier rastro de esta cultura.
De la presencia musulmana no se han encontrado restos, aunque el nombre histórico de la villa, Villalba del Alcor, da fe de su presencia. En 1916, la villa cambió este nombre por el de Villalba de los Alcores para evitar confusiones con un pueblo de la provincia de Huelva.
En el siglo X, cuando los reinos cristianos reconquistaron territorios a los musulmanes y la frontera de al-Ándalus se estableció en la línea del Duero, Villalba fue repoblada con gentes del norte de la península, por el Reino de León.
A pesar de ser una fundación leonesa, en el siglo XI ya pertenecía al reino de Castilla, cuando no era más que una pequeña población concentrada en torno a una iglesia sobre una elevación natural del terreno. Era entonces villa realenga, es decir que no pertenecía a ningún noble ni monasterio, sino al mismo rey.

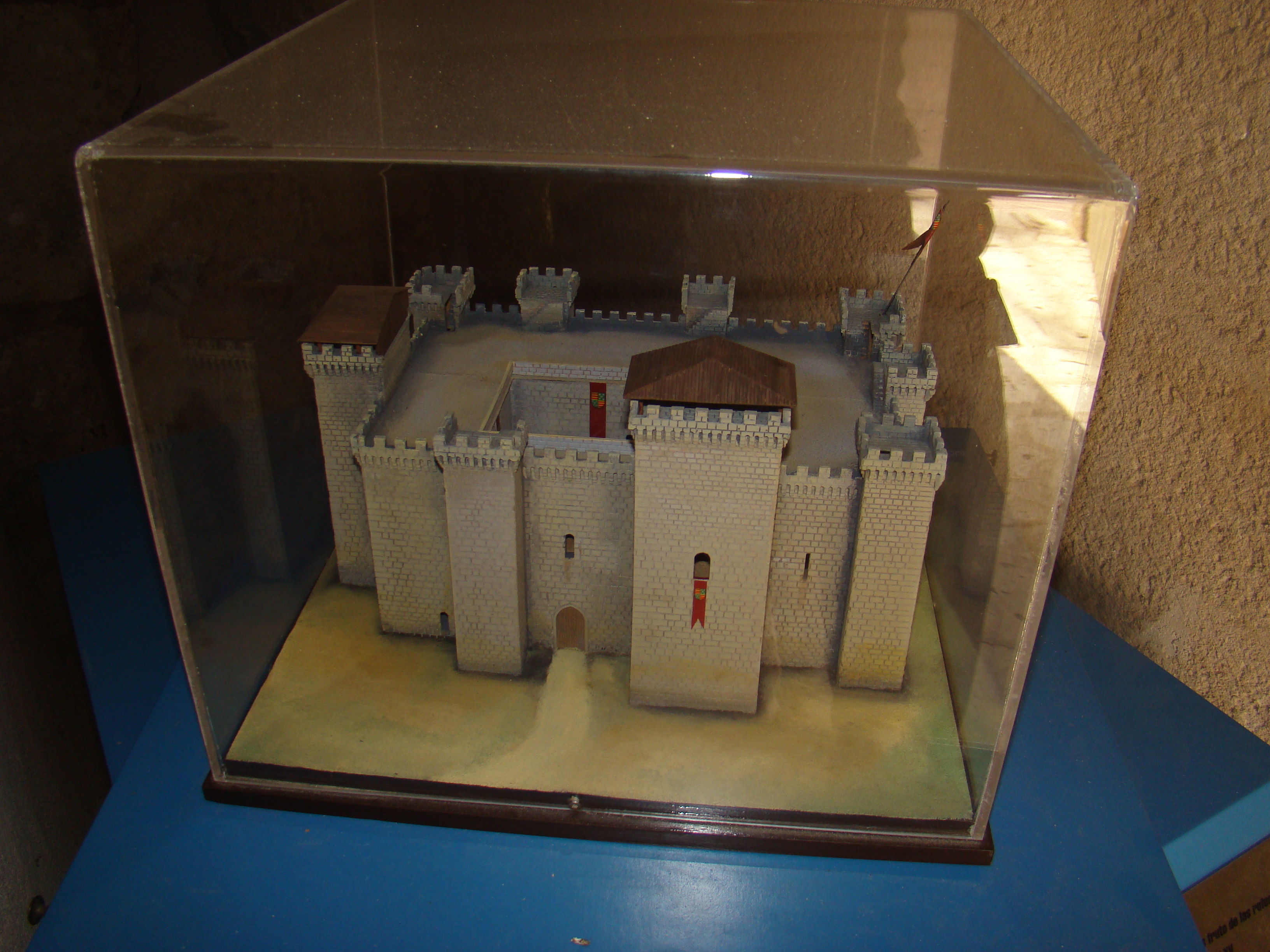
Reconstrucción ideal del Castillo.

A finales del siglo XII, Alfonso Téllez de Meneses recibió del rey castellano, Alfonso VIII, Villalba, comenzando entonces la construcción del monasterio de Santa María de Matallana, de las murallas y del castillo.
Durante la Edad Media fueron muy frecuentes las guerras entre los reinos cristianos y, especialmente en la segunda mitad del siglo XII, las luchas entre León y Castilla fueron violentísimas, por lo que la frontera de ambos reinos se convirtió en un inmenso campo de batalla y, en esos límites, estaba precisamente Villalba. En las luchas nobiliarias entre Álvaro Núñez de Lara y los partidarios de la reina Berenguela durante el corto reinado de Enrique I de Castilla (1214-1217), Villalba fue asediada por el primero, en uno de los primeros choques entre los dos bandos.
A 4 km de la localidad se sitúa el yacimiento de Fuenteungrillo, desaparecido poblado medieval, en donde las distintas campañas arqueológicas llevadas a cabo por la Universidad de Valladolid desde 1982 han permitido conocer que, desde la repoblación de finales del siglo X y del siglo XI hasta su despoblamiento total entre finales del siglo XIV y principios del siglo XV, hubo un progresivo abandono por parte de sus habitantes motivado por diversas causas. En los siguientes siglos, la villa pasó a propiedad de diferentes grandes linajes. El papel de los nobles en la política interior siguió aumentando con el paso de los años y a comienzos del siglo XV se produjo una revuelta que el conde Benavente aprovechó para tomar Villalba. En esta época los cañones y las armas de fuego eran ya bastante eficaces, las murallas y el castillo sufrieron grandes daños durante el ataque, aunque fueron necesarios cuatro meses de asedio para su conquista. Poco después de tomar posesión mandó reconstruir su muralla y reformó el castillo.

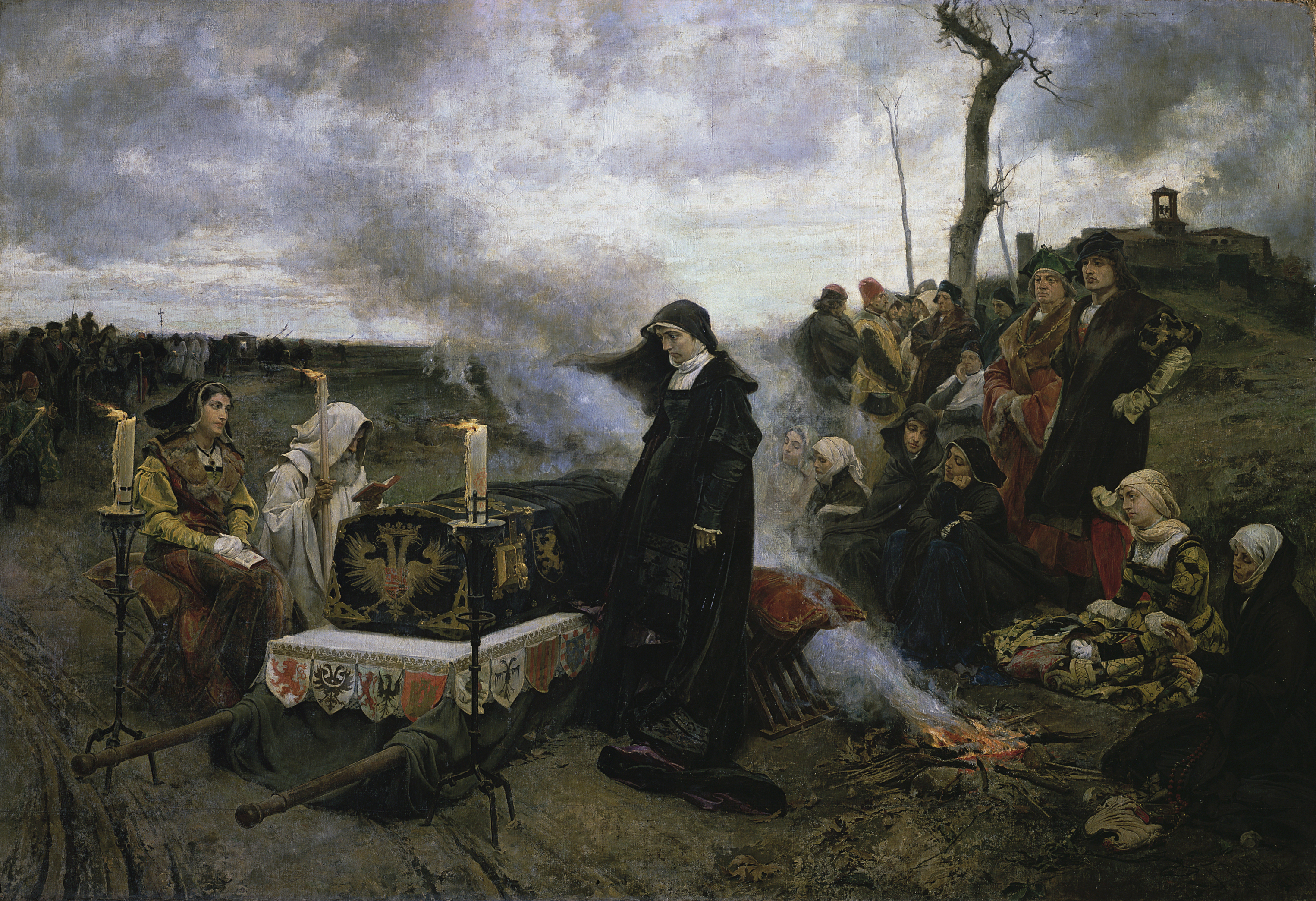
Juana la Loca, con el féretro de su esposo, estuvo algún tiempo en el castillo de la villa. Doña Juana "la Loca" (1877) obra de Francisco Pradilla, Museo del Prado.

Juana I de Castilla, con el féretro de su esposo, Felipe el Hermoso, estuvo algún tiempo en el Castillo de Villalba de los Alcores en su tránsito por pueblos de Castilla camino de Granada, adonde no llegaría pues sería recluida en Tordesillas. 
Carlos I en 1528 hizo guardar en el castillo al Delfín de Francia y a su hermano el duque de Orleans, como rehenes hasta que su padre Francisco I de Francia cumpliera el tratado suscrito después de la batalla de Pavía.
A lo largo de los años posteriores, las fortificaciones de Villalba entraron en una profunda decadencia, al perder su función defensiva. Las murallas comenzaron a deteriorarse mientras que muchos de sus cubos fueron convertidos en viviendas.

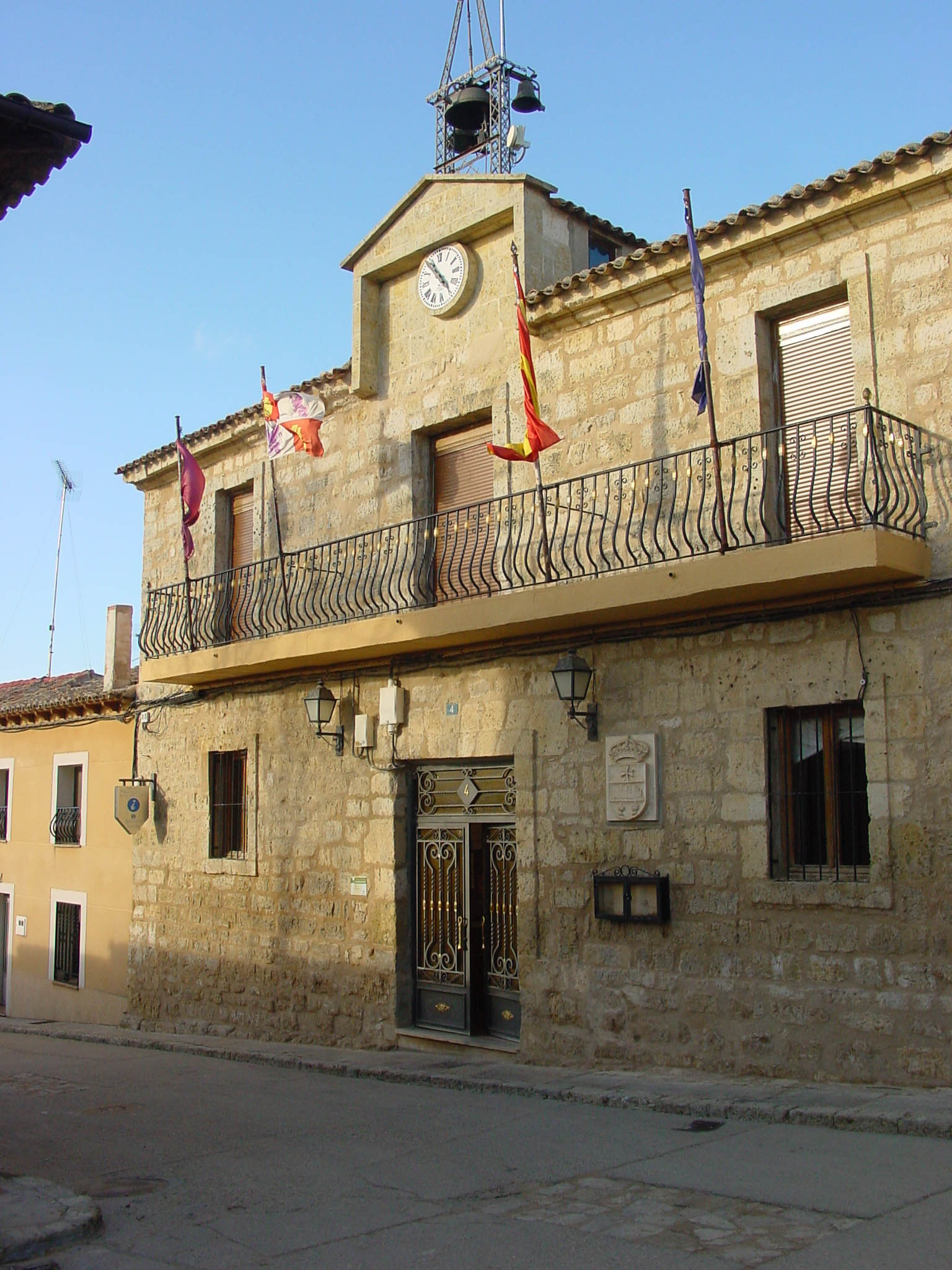
Casa consistorial.

En 1839, el último señor de la villa perdió sus derechos señoriales sobre Villalba, que se volvía, después de siglos, legalmente libre.
En ese mismo siglo, las sucesivas desamortizaciones acarrearon un serio daño al patrimonio económico de la iglesia local y del ayuntamiento al expropiarse gran cantidad de bienes inmuebles y rústicos.
En 1860 Cipriano Rivas, secretario del rey, compró el castillo al conde de Castilnovo y en 1929, cuando su hija Dolores Rivas Cherif se casó con Manuel Azaña, futuro presidente de la república, a la villa acudieron insignes visitantes del mundo de la cultura y de la política nacional a pasar temporadas de descanso. Por las calles de Villalba de los Alcores pasearon personajes como Miguel de Unamuno, José Ortega y Gasset, o Ramón Pérez de Ayala. Mucho tuvieron que ver estas circunstancias con la declaración del castillo como Monumento Nacional durante la II República.
Hasta la reforma de la nomenclatura municipal de 1916 el municipio se llamaba simplemente Villalba del Alcor. En dicha fecha su nombre fue modificado por el de Villalba de los Alcores.

## Demografía
Cuenta con una población de 392 habitantes (INE 2024).
| Gráfica de evolución demográfica de Villalba de los Alcores entre 1842 y 2021 |
| |
| Población de derecho según los censos de población del INE Población de hecho según los censos de población del INEEn estos censos se denominaba Villalba del Alcor: 1842, 1857, 1860, 1877, 1887, 1897, 1900 y 1910 |

| 589                       | 566 | 566 | 581 | 574 | 566 | 548 | 537 | 531 | 511 | 461 | 404 | 411 | 374 |
| (Fuente: INE [Consultar]) |     |     |     |     |     |     |     |     |     |     |     |     |     |

NOTA: La cifra de 1996 está referida a 1 de mayo y el resto a 1 de enero.

## Economía

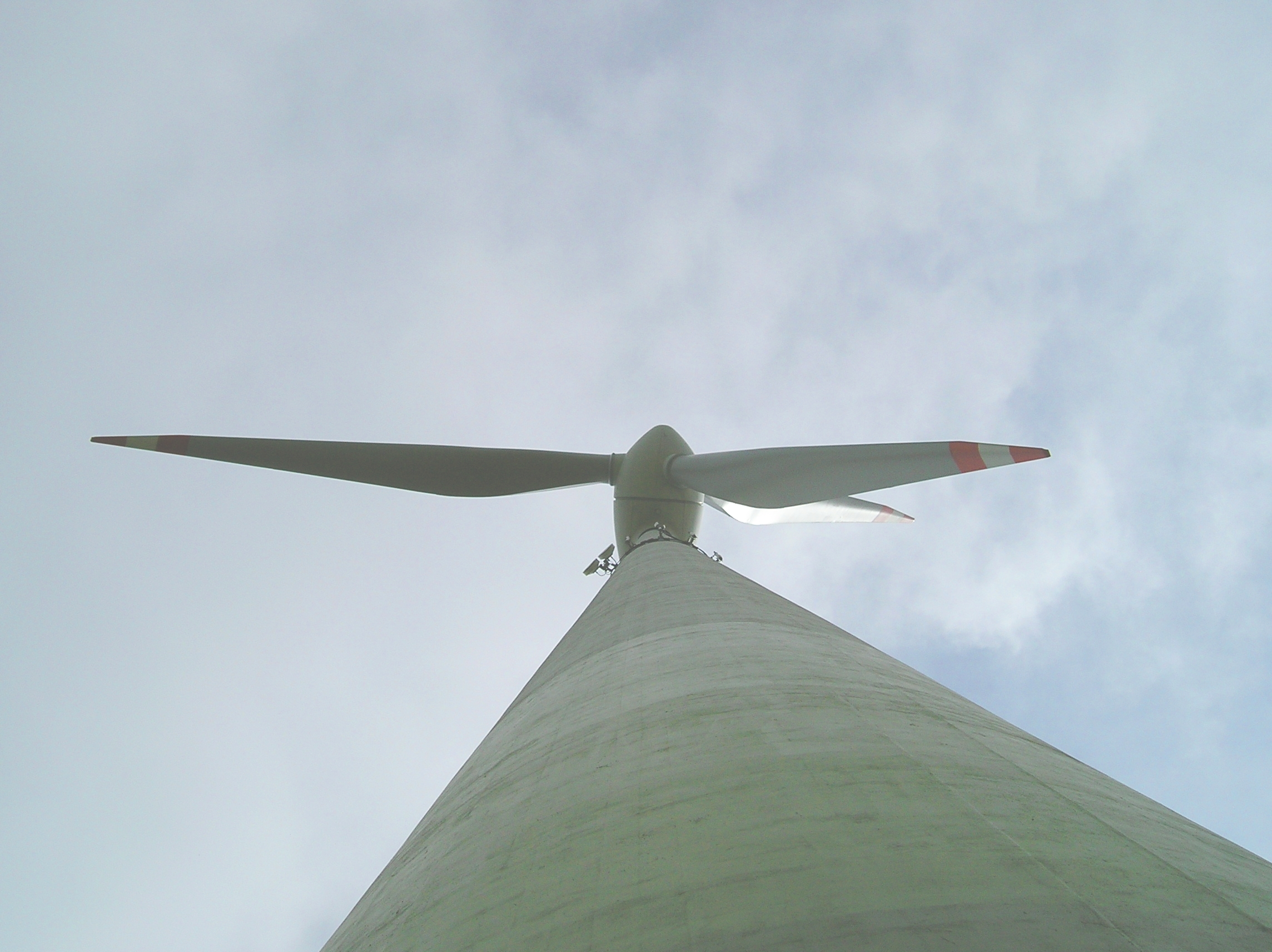
Aerogeneradores o molinos de viento se han instalado en los últimos años en la zona.

La economía en este municipio se basa, principalmente, en una industria que está en auge: la carpintería. En segundo lugar, la agricultura también juega un papel realmente importante dentro del sector económico, sobre todo las tierras de secano. Y, con respecto a la ganadería, cabe destacar el sector ovino (la raza de las ovejas churras).
Por otra parte, el monte villalbés se destina al aprovechamiento cinegético de los vecinos del pueblo y foráneos, y se usa también para recoger leña y setas en determinadas épocas del año.
En la actualidad, hay que destacar la prosperidad y el prestigio de la industria del mueble, como alternativa moderna al trabajo secular de la población; una industria láctea que, desde 1960, se dedica a la elaboración de quesos; y otra industria, de gran arraigo en la zona, relacionada con el sector de la alimentación: la industria panadera (incluyéndose la repostería castellana). Asimismo, también se ubican diversas empresas dedicadas a la fabricación de productos de piedra caliza para la construcción y a la cría y explotación del caballo de pura raza española.
También es destacable diferentes tareas u oficios que, hoy en día, siguen enraizados al municipio. Estos son: carnicero (conocido popularmente con el nombre de tablajero o cortador), abacero, tabernero, herrero (haciéndose uso en la actualidad de la fragua artesanal), albéitar (veterinario), boticario (farmacéutico), médico, guarda, etc.
El aeródromo de El Carrascal, de propiedad privada, se encuentra situado en el municipio.

## Administración y política
| Periodo   | Nombre                                                                      | Partido |
| --------- | --------------------------------------------------------------------------- | ------- |
| 1979-1983 | Ignacio Díez del Campo                                                      |         |
| 1983-1987 | Máximo Hernández García                                                     |         |
| 1987-1991 | Miguel Ángel Holguín Cancio                                                 | PP      |
| 1991-1995 | Kurt Georg Papperitz Rodríguez (hasta 03.05.92) María Jesús Zalama Pedruelo |         |
| 1995-1999 | Teófanes Porrero Carrera                                                    |         |
| 1999-2003 | Emiliano Rico Cabezudo                                                      | PSOE    |
| 2003-2007 | Emiliano Rico Cabezudo                                                      | PSOE    |
| 2007-2011 | Emiliano Rico Cabezudo                                                      | PSOE    |
| 2011-2015 | Manuel Gutiérrez del Campo                                                  | PP      |
| 2015-2019 | Manuel Gutiérrez del Campo                                                  | PP      |
| 2019-2023 | Manuel Gutiérrez del Campo                                                  | PP      |

## Monumentos y lugares de interés

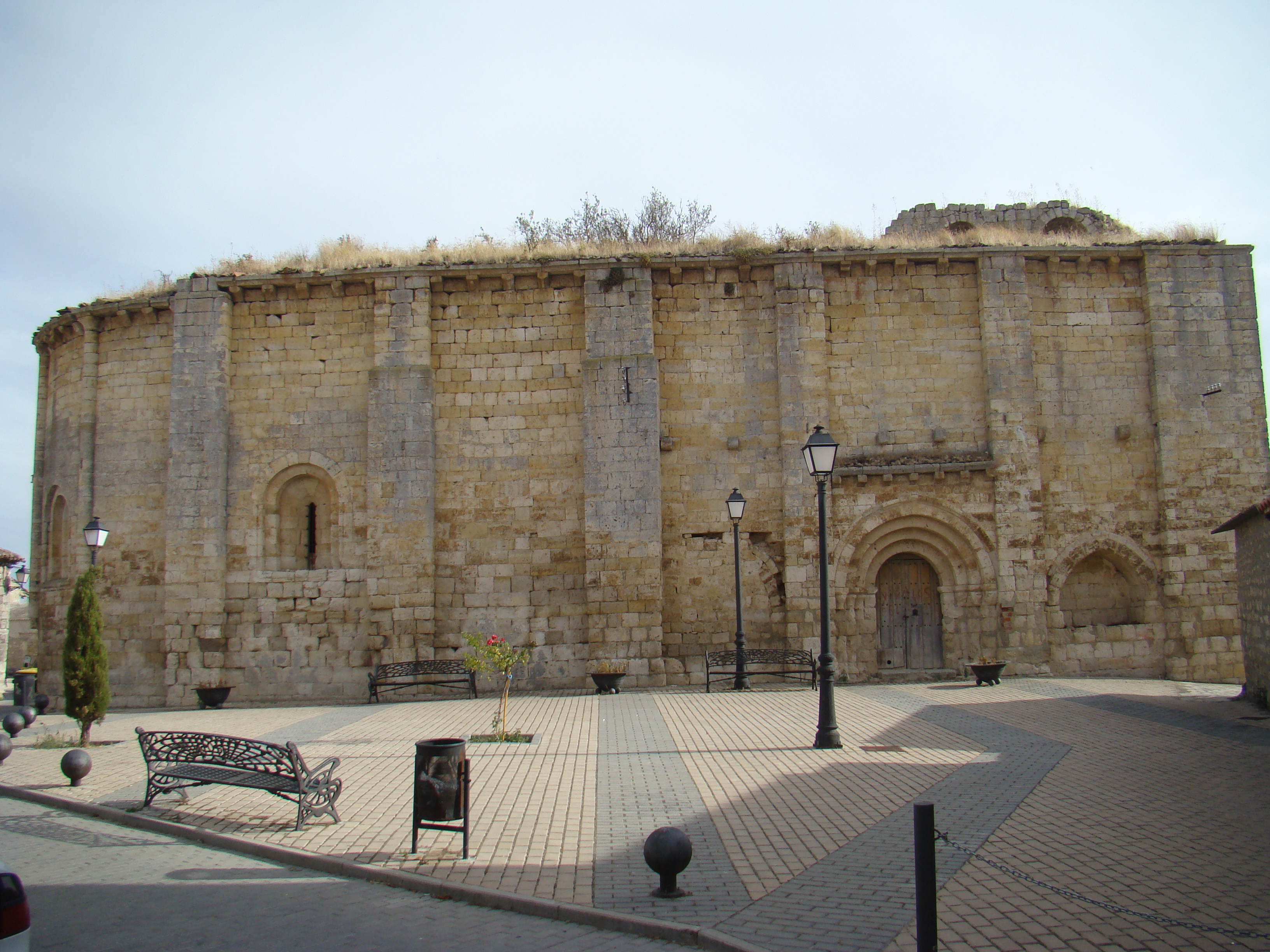
Iglesia románica de Santa María del Templo.

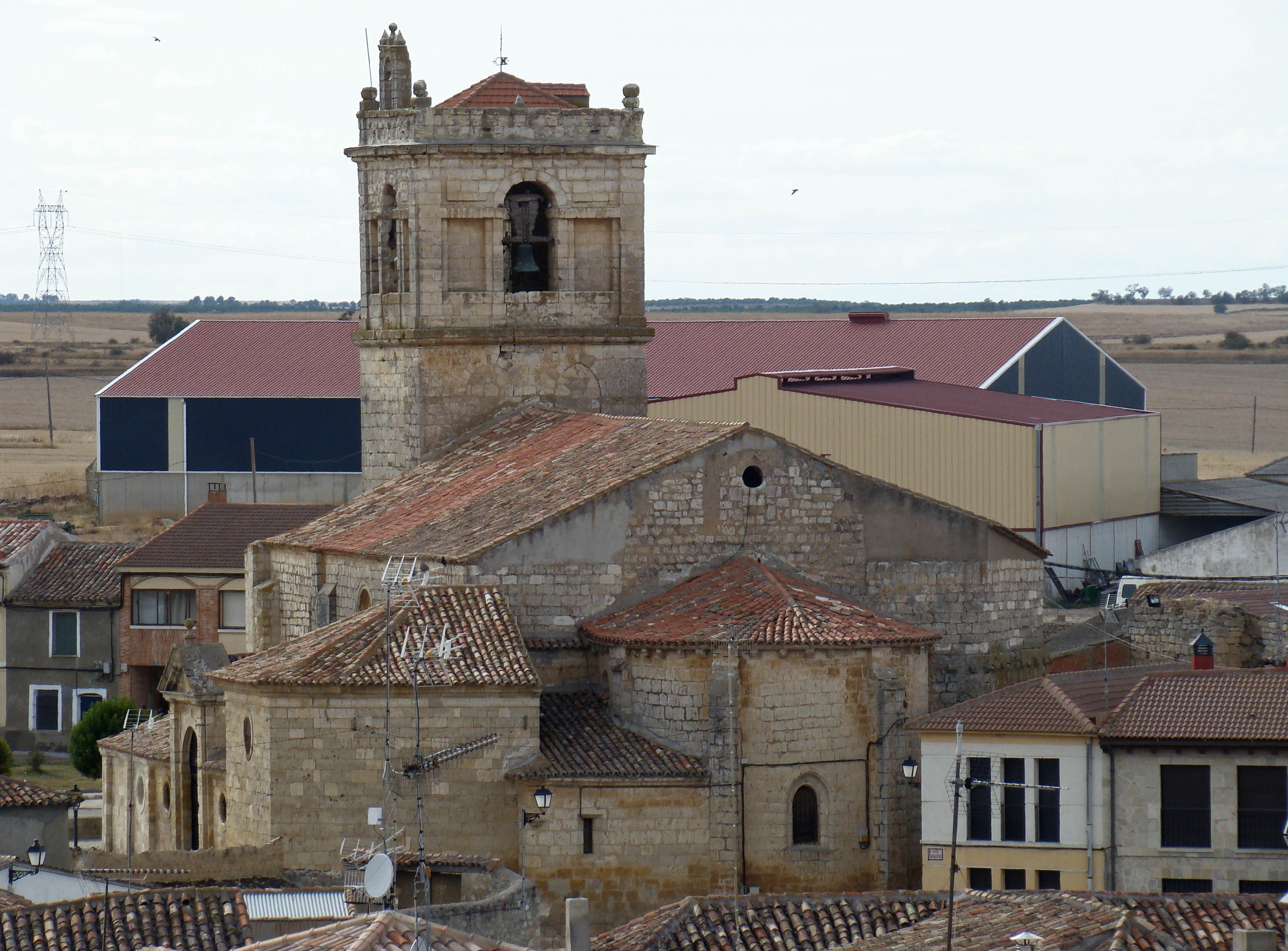
Iglesia parroquial de Santiago Apóstol.

- Castillo de Villalba de los Alcores: del siglo XII fue posesión de los hospitalarios y de los Meneses.
- Muralla de Villalba de los Alcores: de la que se conservan algunos lienzos.
- Iglesia de Santa María del Templo: del siglo XII construida por los templarios, de estilo románico-cisterciense.
- Iglesia de Santiago Apóstol: construida a finales del siglo XII.
- Ermita del Santo Cristo del Humilladero: anterior al siglo XVIII, alberga un retablo procedente del Monasterio cisterciense de Santa María de Matallana.
- Monasterio de Santa María de Matallana: del siglo XII.
- Despoblado Medieval de Fuenteungrillo: antiguo poblado medieval de origen romano, fue abandonado a causa de los numerosos problemas causados por la crisis del siglo XIV.

### Museos
- Museo de la carpintería: ubicado en las dependencias municipales anejas a la casa consistorial, a través de numerosos utensilios relacionados con el oficio de carpintero (algunos de ellos con más de cien años de antigüedad), se pretende rendir tributo y homenaje a uno de los sectores más pujantes del municipio. En la primera sala del museo se pueden encontrar las herramientas que utilizaban los carpinteros; en la segunda sala se ubica una recreación de un antiguo taller de carpintero, con sus utensilios de trabajo; y, en la tercera sala, tiene lugar un muestrario de lo que han hecho los carpinteros de toda la zona.

### Arquitectura popular

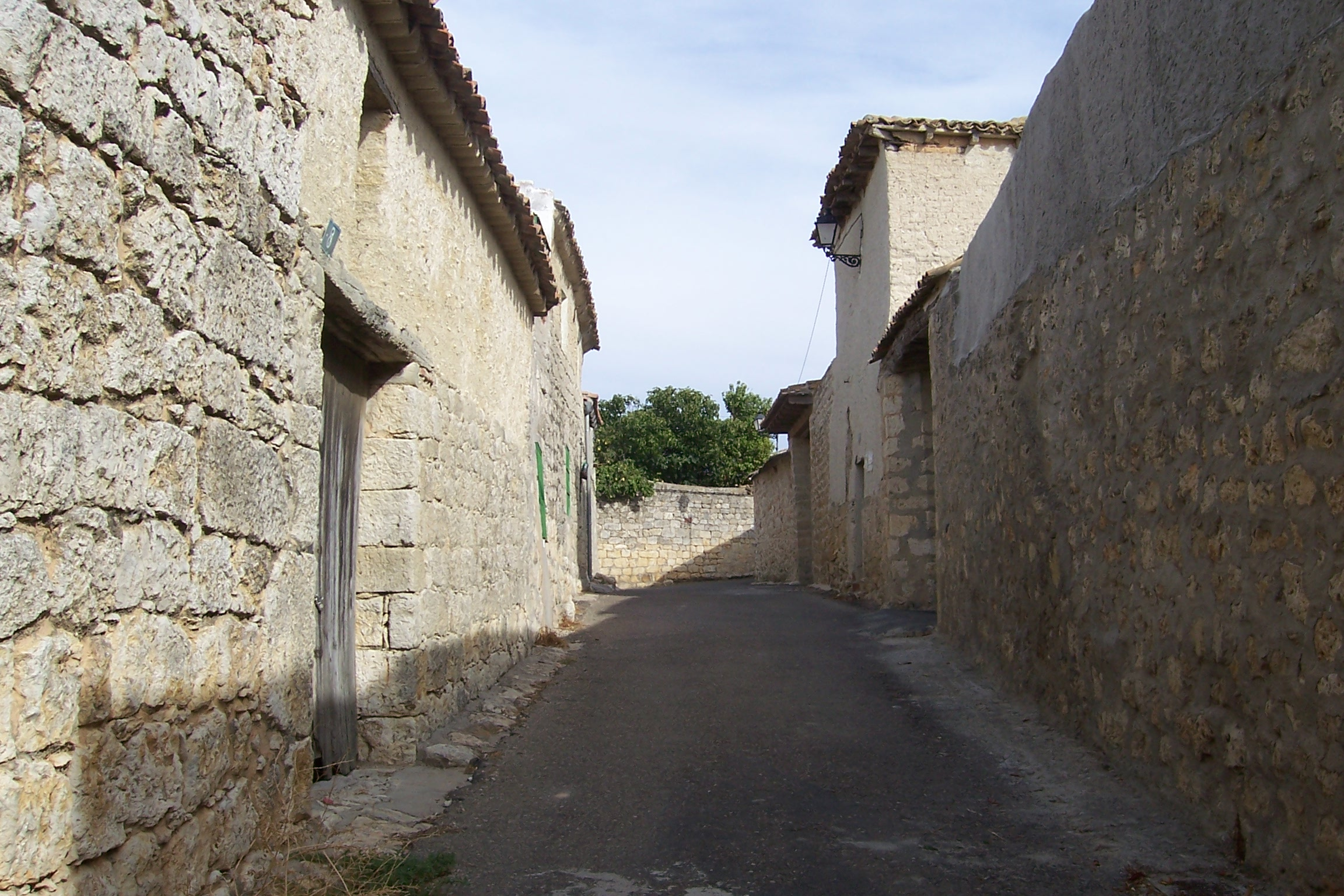
Vista de una calle con construcciones de piedra y adobe características de la zona.

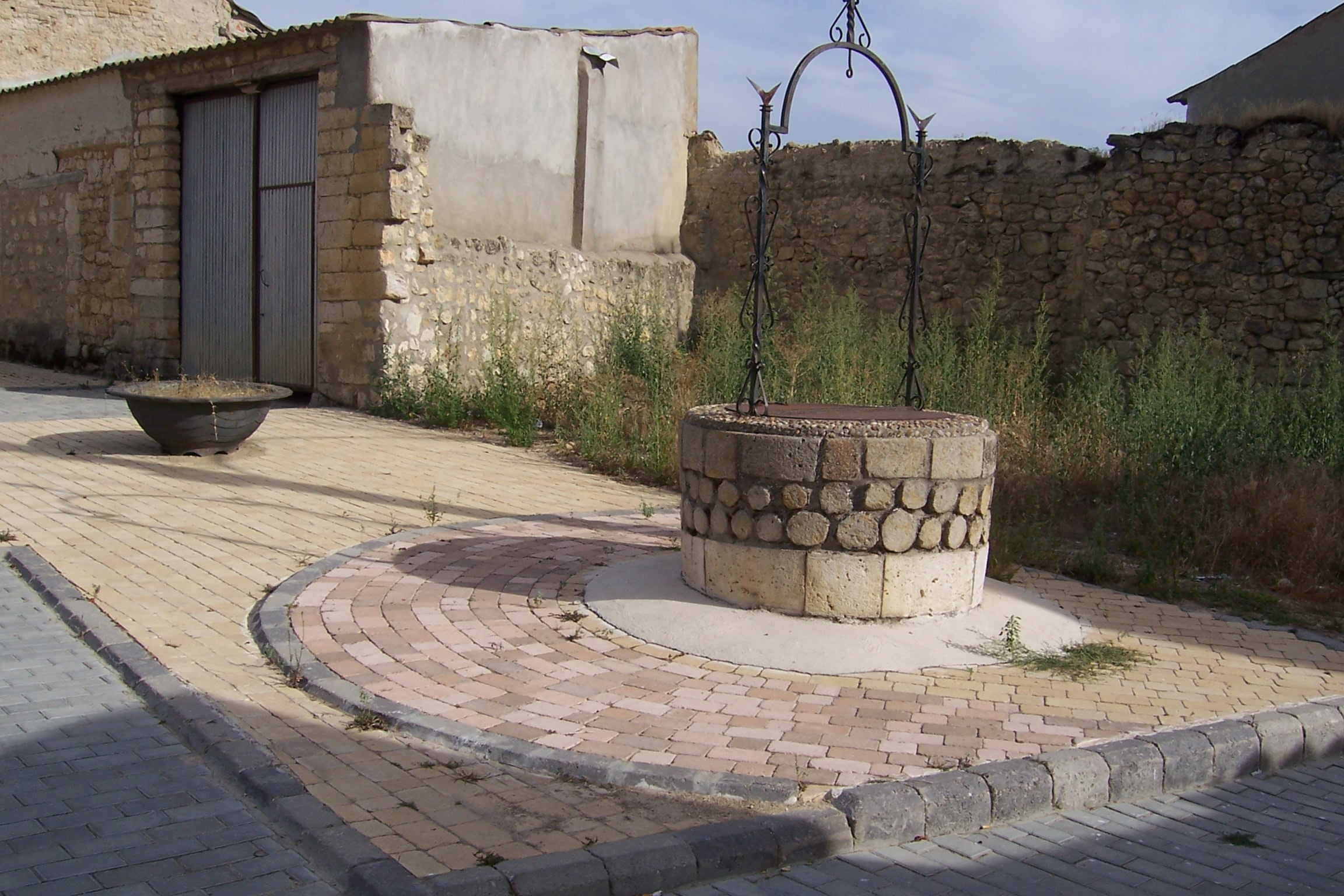
Pozo en uno de los rincones de la villa.

En las casas de la villa, donde la arquitectura tradicional castellana dejó huella, se utilizaban dos materiales para su construcción: la parte inferior de la vivienda estaba compuesta por piedra, y la parte superior, la llamada panera, estaba construida por adobe.
Las cubiertas suelen ser a una o dos aguas y de escasa pendiente y el sistema de calefacción más común suele ser la “gloria”. Ello es natural si tenemos en cuenta la escasez de madera en la zona y la abundancia de paja recogida de la enorme cosecha cerealista.
Las bodegas, excavadas en las profundidades de estas tierras desde tiempos inmemoriales, son usadas por las familias para merendar, para abrigarse del frío en los duros inviernos y resguardarse de los calores del verano.
También los palomares son elementos sobresalientes de la arquitectura popular de Tierra de Campos. El palomar fue construido como complemento a la economía familiar. Se utilizaba para la cría de pichones que les iba a servir de alimento y también aprovechaban la palomina como abono natural para los cultivos.

## Cultura

### Fiestas patronales
Durante la semana del Corpus (en junio) se celebran las fiestas patronales en honor a la Virgen de Fuentes.

### Fiesta de los Quintos
Esta celebración viene del siglo XVI y del siglo XVII, cuando los mozos que eran llamados al Ejército celebraban dicho llamamiento a las filas con esta fiesta tan popular en todos los pueblos.
Los últimos reclutas llamados al servicio obligatorio se incorporaron al Ejército en el año 2000, año en que se instauró la profesionalización del soldado, desapareciendo así los tradicionales sorteos de los mozos y fiestas de los Quintos.

### Semana Cultural
Esta celebración, tiene lugar la primera semana de agosto y reúne a todos los habitantes de la villa. Desde hace unos cuantos años se inicia con un Mercado Medieval, de productos artesanos y gastronómicos, además de diferentes representaciones artísticas y teatrales.
En esta celebración, no podía faltar la habitual "apertura de peñas" y otras actividades dirigidas tanto a jóvenes como a mayores. Aunque sin duda alguna uno de los eventos más esperados es sin duda, la "Maratón de Fútbol-Sala", que reúne en un campeonato a peñas de Villalba de los Alcores y equipos de otros municipios.
Esta Semana Cultural finaliza con una paellada popular en el término municipal de las piscinas.